# فرانسیسکو خنتو
فرانسیسکو "پاکو" خنتو لوپز (به اسپانیایی: Francisco
Paco" Gento" López)، (زادهٔ ۲۱ اکتبر ۱۹۳۳ – درگذشتهٔ ۱۸ ژانویهٔ ۲۰۲۲) بازیکن فوتبال پیشین اهل اسپانیا بود که در پست وینگر چپ بازی می‌کرد. خنتو حرفه‌اش را از باشگاه فوتبال راسینگ سانتاندر در سال ۱۹۵۲ آغاز کرد و در فصل بعد به باشگاه فوتبال رئال مادرید پیوست. وی علاوه بر دستیابی به ۱۲ عنوان قهرمانی لالیگا توانست به رکورد حضور در ۸ فینال لیگ قهرمانان اروپا دست یابد که شش موردش منجر به قهرمانی شد. وی در دورانی ۱۴ ساله از سال ۱۹۵۵ تا ۱۹۶۹ عضو تیم ملی فوتبال اسپانیا بوده و در مجموع در ۴۳ بازی ملی حضور داشته‌است که شامل حضور در جام جهانی فوتبال ۱۹۶۲ و جام جهانی فوتبال ۱۹۶۶ نیز می‌شود. پیرو مرگ آلفردو دی استفانو خنتو به عنوان مدیر افتخاری رئال مادرید برگزیده شد. او در ۱۸ ژانویهٔ سال ۲۰۲۲ درگذشت.

## سبک بازی
به عنوان یکی از بزرگ‌ترین بازیکنان اسپانیایی در تمام زمان‌ها و یکی از بزرگ‌ترین بازیکنان تاریخ در پست تخصصی‌اش، خنتو یک وینگر چپ بسیار سریع بود که دید فوق‌العاده و و توانایی‌های تکنیکی عالی‌اش، او را به یک پاس گل دهندهٔ مؤثر تبدیل کرده بود. او علاوه بر توانایی کنترل توپ و خلاقیت، به دلیل توانایی قابل‌توجه‌اش در ایجاد حملات از فاصله دور، برای حریفان تهدیدی جدی برای گلزنی نیز به‌شمار می‌رفت.

## افتخارات
رئال مادرید

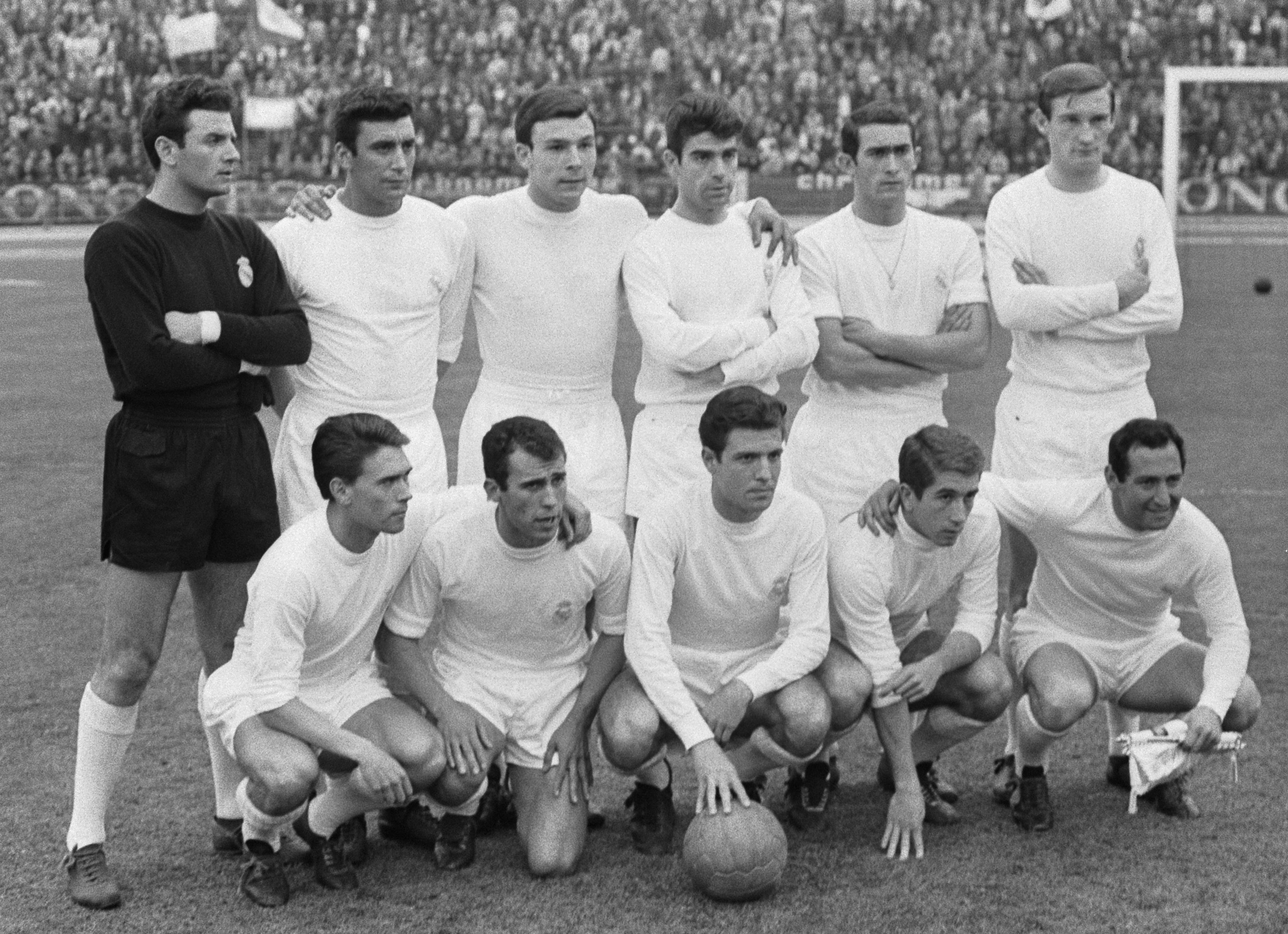
باشگاه فوتبال رئال مادرید پیش از فینال جام باشگاه‌های اروپا ۱۹۶۶ در برابر باشگاه فوتبال پارتیزان

- لا لیگا (۱۲): ۱۹۵۳–۵۴، ۱۹۵۴–۵۵، ۱۹۵۶–۵۷، ۱۹۵۷–۵۸، ۱۹۶۰–۶۱، ۱۹۶۱–۶۲، ۱۹۶۲–۶۳، ۱۹۶۳–۶۴، ۱۹۶۴–۶۵، ۱۹۶۶–۶۷، ۱۹۶۷–۶۸، ۱۹۶۸–۶۹
- کوپا دل ری (۲): ۱۹۶۱–۶۲، ۱۹۶۹–۷۰
- لیگ قهرمانان اروپا (۶): جام باشگاه‌های اروپا ۵۶–۱۹۵۵، جام باشگاه‌های اروپا ۵۷–۱۹۵۶، جام باشگاه‌های اروپا ۵۸–۱۹۵۷، جام باشگاه‌های اروپا ۵۹–۱۹۵۸، جام باشگاه‌های اروپا ۶۰–۱۹۵۹، جام باشگاه‌های اروپا ۶۶–۱۹۶۵
- جام بین قاره‌ای (فوتبال) (۱): ۱۹۶۰
- جام لاتین (۲): ۱۹۵۵، ۱۹۵۷

فردی
- ورلد ساکر World XI: 1960, 1961, 1962[۶]
- پای طلایی: ۲۰۰۴[۷]
- ورلد ساکر: ۱۰۰ بازیکن فوتبال برتر تمام زمان‌ها
- فدراسیون بین‌المللی تاریخ و آمار فوتبال افسانه‌ای‌ها[۸]

رکوردها
- بیشترین برد لالیگا: ۱۲
- بیشترین برد جام اروپا: ۶